# Abderrahim El Haouzy
Abderrahim El Haouzy (* 1. April 1975 in Oued Djida, Marokko) ist ein ehemaliger französischer Leichtathlet, der sich auf den Sprint spezialisiert hat. Seinen größten Erfolg feierte er mit dem Gewinn der Goldmedaille über 4-mal 400 Meter bei den Europameisterschaften 2006 in Göteborg.

## Sportliche Laufbahn
Erste internationale Erfahrungen sammelte Abderrahim El Haouzy im Jahr 2001, als er bei den Spielen der Frankophonie in Ottawa mit 47,18 s in der ersten Runde im 400-Meter-Lauf ausschied. 2004 nahm er mit der französischen 4-mal-400-Meter-Staffel an den Olympischen Sommerspielen in Athen teil und schied dort mit 3:04,39 min in der Vorrunde aus. Im Jahr darauf belegte sie bei den Mittelmeerspielen in Almería in 46,67 s den fünften Platz über 400 Meter und gewann mit der Staffel in 3:04,84 min die Silbermedaille hinter dem spanischen Team. Anschließend gelangte er mit der Staffel bei den Weltmeisterschaften in Osaka mit 3:03,10 min im Finale auf Rang sechs. 2006 verhalf er der Staffel bei den Europameisterschaften in Göteborg zum Finaleinzug und trug somit zum Gewinn der Goldmedaille bei. 2012 beendete er dann seine aktive sportliche Karriere im Alter von 37 Jahren.
2001 wurde El Haouzy französischer Hallenmeister im 400-Meter-Lauf.

## Persönliche Bestleistungen
- 400 Meter: 45,82 s, 21. Mai 2006 in Brazzaville
  - 400 Meter (Halle): 47,32 s, 5. Februar 2005 in Eaubonne